# Hugoniaceae
Hugoniacées é uma família de  plantas dicitiledóneas. Segundo Watson et Dallwitz, é composta por 40 espécies e 5 géneros:
- Hugonia
- Hebepetalum
- Indorouchera
- Philbornea
- Roucheria

São lianas.
No sistema APG II, esta família não existe; as plantas são colocadas na família Linaceae.